# Верхнеднепровский район
Верхнеднепро́вский райо́н (укр. Верхньодніпровський район) — упразднённая административная единица на севере Днепропетровской области Украины. Административный центр — город Верхнеднепровск.

## География
Верхнеднепровский район расположен на севере Днепропетровской области Украины.
С ним соседствуют
Пятихатский,
Криничанский,
Петриковский районы и
Вольногорский городской совет,
Кобелякский район Полтавской области и
Онуфриевский район Кировоградской области.
Площадь — 1 290 км² (13-е место среди районов области).
По территории района протекают реки
Каменское водохранилище (Днепр),
Домоткань,
Самоткань,
Сухая Сура,
Мокрая Сура,
Омельник,
Саксагань.

## История
Район образован в 1923 году.
30 сентября 1958 года к Верхнеднепровскому району был присоединён Лиховский район

## Демография
Население района составляет 56 932 человека (данные 2001 г.), в том числе в городских условиях проживают 36 608 человек, в сельских — 20 324.

## Административное устройство
Район включает в себя:
| - Городских советов: 2 - Поселковых советов: 2 - Сельских советов: 11 | - Городов: 2 - Посёлков городского типа: 2 - Посёлков: 1 - Сёл: 64 |

### Местные советы[7]
| - Верхнеднепровский городской совет - Верховцевский городской совет - Днепровский поселковый совет - Новониколаевский поселковый совет - Анновский сельский совет - Боровковский сельский совет - Бородаевский сельский совет - Водянский сельский совет | - Дмитровский сельский совет - Днепровокаменский сельский совет - Заречанский сельский совет - Малоалександровский сельский совет - Мишурино-Рожский сельский совет - Першотравенский сельский совет - Пушкарёвский сельский совет |

### Населённые пункты[8]
| с. Авксёновка с. Адалимовка с. Акимовка с. Андреевка с. Анновка с. Боровковка с. Бородаевка с. Бородаевские Хутора с. Братское с. Василевка г. Верхнеднепровск г. Верховцево с. Водяное с. Воеводовка с. Вольные Хутора с. Граново с. Дедово с. Диденково | с. Дмитровка с. Днепровокаменка пгт Днепровское с. Доброгорское с. Домоткань с. Дубовое с. Заполички с. Заречье с. Зелёное с. Зуботрясовка с. Ивашково с. Калиновка с. Калужино с. Клин с. Корнило-Наталовка с. Кривоносово с. Кринички с. Кушнарёвка | с. Малоалександровка с. Марьяновка с. Матюченково с. Мишурин Рог с. Мосты с. Мотроновка с. Николаевка с. Новоанновка с. Новогригоровка пгт Новониколаевка с. Новосёловка с. Павловка с. Павло-Григоровка с. Перше Травня с. Петровка с. Подлужье с. Полевское | с. Поповка с. Посуньки с. Правобережное с. Пушкарёвка с. Саксагань с. Самоткань пос. Соколовка с. Соколово с. Соловьёвка с. Сусловка с. Тарасовка с. Томаковка с. Чепино с. Чкаловка с. Широкое с. Ярок |

#### Ликвидированные населённые пункты[9]
| с. Бескроновка |

## Известные уроженцы
Рудниченко, Иван Андреевич — Герой Советского Союза, гвардии капитан, агитатор 120-го гвардейского стрелкового полка. Родился в с. Вершина в 1917 году.